# Saint-Forgeot
Saint-Forgeot è un comune francese di 526 abitanti situato nel dipartimento della Saona e Loira nella regione della Borgogna-Franca Contea.

## Società

### Evoluzione demografica
Abitanti censiti